# Isola di Aba
L'isola di Aba è situata sul Nilo Bianco a sud di Khartum, capitale del Sudan. Sfociante nel Nilo Bianco, l'isola è casa originaria del Mahdi in Sudan e base spirituale del partito Umma.

## Storia
L'isola fu sito della prima battaglia del 12 agosto 1881 della guerra mahdista.
Nei primi anni '20 del 1900, l'isola veniva visitata regolarmente ogni anno da un alto numero di pellegrini, tra i 5.000 e i 15.000, che venivano a celebrare il Ramadan, molti dei quali identificavano 'Abd al-Rahman con il profeta Gesù, credendo così che egli avrebbe portato i coloni cristiani fuori dal Sudan.
Gli inglesi scoprirono che Abd al-Rahman al-Mahdi era in corrispondenza con agenti e sovrani in Nigeria e Camerun, in previsione di una eventuale vittoria mahdista sui cristiani. Dopo una serie di manifestazioni di massa da parte dei pellegrini nell'Africa occidentale avvenute nell'isola nel 1924, ad Abd al-Rahman al-Mahdi fu ordinato di porre fine ai pellegrinaggi.

### Attacco aereo (1970)
Nel 1970, in risposta a una protesta del movimento Ansar contro il nuovo governo fondato a Khartum, Gaafar Nimeiry attaccò l'isola con l'aiuto di caccia-bombardieri egiziani, comandati direttamente da Hosni Mubarak, allora giovane comandante delle forze aeree. L'assalto provocò 12.000 morti tra gli Ansar, tra cui lo zio di Sadiq al-Mahdi, mentre le tenute e le proprietà della famiglia Mahdi furono sequestrate dallo Stato.